# Cueva de San Valerio
La cueva de San Valerio es una gruta situada en el municipio guipuzcoano de Mondragón.

## Descripción
La cueva, situada en el término municipal de Mondragón, a mitad de falda del monte Udalaitz, viene descrita por Gabriel Puig y Larraz en la obra titulada Cavernas y simas de España (1896) con las siguientes palabras:

Cueva de San Valerio.―Se halla en el monte de Udala, próximamente á la mitad de la falda. La entrada es angosta, de un metro escaso de altura; sigue un tortuoso corredor, de modo que á los pocos pasos falta la luz natural; va luego ensanchándose hasta tener una altura de unos 20 á 30 metros. Su longitud es de unos 100 metros de E. á O., y su anchura unos 20. En ella se encuentran vistosas estalactitas y estalagmitas.
(Puig y Larraz, 1896, p. 161)